# Rod Strickland
Rodney Strickland, detto Rod (Bronx, 11 luglio 1966), è un ex cestista, allenatore di pallacanestro e dirigente sportivo statunitense, professionista NBA nel ruolo di playmaker.

## Carriera
Dopo aver giocato a livello di scuola superiore per la Oak Hill Academy di Mouth of Wilson, Virginia è passato alla DePaul University, dove in tre anni ha segnato 16,6 punti di media a partita. Finita la carriera NCAA è stato scelto nel draft NBA 1988 al primo giro con il numero 19 dai New York Knicks.
Strickland ha giocato nella NBA 17 stagioni totalizzando una media di 13,2 punti e 7,3 assist a partita. A livello realizzati la sua miglior stagione è stata quella 1994-1995 con i Portland Trail Blazers quando realizzò ben 18,9 punti a partita, mentre nell'annata 1997-1998 ebbe un massimo di 10,5 assist a partita giocando per i Washington Bullets.
Nell'anno d'esordio è stato incluso nel secondo miglior quintetto di matricole, mentre nella stagione 1997-98 è finito nel secondo miglior quintetto della intera NBA, in quella stessa stagione ha comandato la lega per numero di assist totali e di media a partita

## Dopo la NBA
Dopo aver chiuso con il basket giocato nel 2005, Strickland è stato assunto nell'estate del 2006 come vice-allenatore della University of Memphis, sotto coach John Calipari.
Nel 2008 è diventato general manager della squadra dell'ateneo.

## Statistiche
| * | Primo nella lega |

### NCAA
| Anno      | Squadra          | PG | PT | MP   | TC%  | 3P%  | TL%  | RP  | AP  | PRP | SP  | PP   |
| --------- | ---------------- | -- | -- | ---- | ---- | ---- | ---- | --- | --- | --- | --- | ---- |
| 1985-1986 | DePaul B. Demons | 31 | -  | 34,3 | 49,7 | -    | 67,5 | 2,7 | 5,1 | 2,2 | 0,2 | 14,1 |
| 1986-1987 | DePaul B. Demons | 30 | -  | 32,7 | 58,2 | 53,3 | 60,6 | 3,8 | 6,5 | 2,0 | 0,2 | 16,3 |
| 1987-1988 | DePaul B. Demons | 26 | -  | 32,2 | 52,8 | 44,4 | 60,6 | 3,8 | 7,8 | 2,9 | 0,2 | 20,0 |
| Carriera  | Carriera         | 87 | -  | 33,1 | 53,4 | 46,4 | 62,6 | 3,4 | 6,4 | 2,3 | 0,2 | 16,6 |

### NBA

#### Regular season
| Anno      | Squadra             | PG   | PT  | MP   | TC%  | 3P%  | TL%  | RP  | AP    | PRP | SP  | PP   |
| --------- | ------------------- | ---- | --- | ---- | ---- | ---- | ---- | --- | ----- | --- | --- | ---- |
| 1988-1989 | N.Y. Knicks         | 81   | 10  | 16,8 | 46,7 | 32,2 | 74,5 | 2,0 | 3,9   | 1,2 | 0,0 | 8,9  |
| 1989-1990 | N.Y. Knicks         | 51   | 0   | 20,0 | 44,0 | 28,6 | 63,8 | 2,5 | 4,3   | 1,4 | 0,2 | 8,4  |
| 1989-1990 | San Antonio Spurs   | 31   | 24  | 36,2 | 46,8 | 22,2 | 61,5 | 4,3 | 8,0   | 1,8 | 0,2 | 14,2 |
| 1990-1991 | San Antonio Spurs   | 58   | 56  | 35,8 | 48,2 | 33,3 | 76,3 | 3,8 | 8,0   | 2,0 | 0,2 | 13,8 |
| 1991-1992 | San Antonio Spurs   | 57   | 54  | 36,0 | 45,5 | 33,3 | 68,7 | 4,6 | 8,6   | 2,1 | 0,3 | 13,8 |
| 1992-1993 | Portland T. Blazers | 78   | 35  | 31,7 | 48,5 | 13,3 | 71,7 | 4,3 | 7,2   | 1,7 | 0,3 | 13,7 |
| 1993-1994 | Portland T. Blazers | 82   | 58  | 35,2 | 48,3 | 20,0 | 74,9 | 4,5 | 9,0   | 1,8 | 0,3 | 17,2 |
| 1994-1995 | Portland T. Blazers | 64   | 61  | 35,4 | 46,6 | 37,4 | 74,5 | 5,0 | 8,8   | 1,9 | 0,1 | 18,9 |
| 1995-1996 | Portland T. Blazers | 67   | 63  | 37,7 | 46,0 | 34,2 | 65,2 | 4,4 | 9,6   | 1,4 | 0,2 | 18,7 |
| 1996-1997 | Washington Bullets  | 82   | 81  | 36,5 | 46,6 | 16,9 | 73,8 | 4,1 | 8,9   | 1,7 | 0,2 | 17,2 |
| 1997-1998 | Wash. Wizards       | 76   | 76  | 39,7 | 43,4 | 25,0 | 72,6 | 5,3 | 10,5* | 1,7 | 0,3 | 17,8 |
| 1998-1999 | Wash. Wizards       | 44   | 43  | 37,1 | 41,6 | 28,6 | 74,6 | 4,8 | 9,9   | 1,7 | 0,1 | 15,7 |
| 1999-2000 | Wash. Wizards       | 69   | 67  | 31,7 | 42,9 | 4,8  | 70,2 | 3,8 | 7,5   | 1,4 | 0,3 | 12,6 |
| 2000-2001 | Wash. Wizards       | 33   | 28  | 30,9 | 42,6 | 25,0 | 78,2 | 3,2 | 7,0   | 1,3 | 0,1 | 12,2 |
| 2000-2001 | Portland T. Blazers | 21   | 0   | 16,7 | 41,8 | 0,0  | 57,7 | 1,7 | 3,4   | 0,5 | 0,0 | 4,6  |
| 2001-2002 | Miami Heat          | 76   | 64  | 30,2 | 44,3 | 30,8 | 76,6 | 3,1 | 6,1   | 1,1 | 0,1 | 10,4 |
| 2002-2003 | Minnesota T'wolves  | 47   | 8   | 20,3 | 43,2 | 9,1  | 73,8 | 2,0 | 4,6   | 1,0 | 0,1 | 6,8  |
| 2003-2004 | Orlando Magic       | 46   | 9   | 19,9 | 45,4 | 30,3 | 75,0 | 2,6 | 4,0   | 0,6 | 0,2 | 6,8  |
| 2003-2004 | Toronto Raptors     | 15   | 1   | 18,8 | 33,3 | 0,0  | 68,2 | 2,5 | 3,9   | 0,5 | 0,3 | 4,7  |
| 2004-2005 | Houston Rockets     | 16   | 2   | 12,3 | 20,9 | 50,0 | 90,0 | 1,7 | 2,4   | 0,2 | 0,1 | 1,8  |
| Carriera  | Carriera            | 1094 | 740 | 30,7 | 45,4 | 28,2 | 72,1 | 3,7 | 7,3   | 1,5 | 0,2 | 13,2 |

#### Play-off
| Anno     | Squadra             | PG | PT | MP   | TC%  | 3P%   | TL%   | RP  | AP    | PRP | SP  | PP   |
| -------- | ------------------- | -- | -- | ---- | ---- | ----- | ----- | --- | ----- | --- | --- | ---- |
| 1989     | N.Y. Knicks         | 9  | 0  | 12,3 | 44,9 | 100,0 | 52,9  | 1,4 | 2,8   | 0,4 | 0,1 | 6,0  |
| 1990     | San Antonio Spurs   | 10 | 10 | 38,4 | 42,5 | 0,0   | 55,6  | 5,3 | 11,2  | 1,4 | 0,0 | 12,3 |
| 1991     | San Antonio Spurs   | 4  | 4  | 42,0 | 43,3 | 0,0   | 81,0  | 5,3 | 8,8   | 2,3 | 0,0 | 18,8 |
| 1992     | San Antonio Spurs   | 2  | 2  | 40,0 | 59,1 | -     | 62,5  | 3,5 | 9,5   | 1,5 | 1,0 | 15,5 |
| 1993     | Portland T. Blazers | 4  | 4  | 39,0 | 42,3 | 0,0   | 83,3  | 6,5 | 9,3   | 1,3 | 0,5 | 13,5 |
| 1994     | Portland T. Blazers | 4  | 4  | 38,5 | 50,0 | 0,0   | 81,5  | 4,0 | 9,8   | 1,0 | 0,5 | 23,5 |
| 1995     | Portland T. Blazers | 3  | 3  | 42,0 | 41,5 | 40,0  | 77,8  | 4,0 | 12,3* | 1,0 | 0,7 | 23,3 |
| 1996     | Portland T. Blazers | 5  | 5  | 40,4 | 44,0 | 50,0  | 63,9  | 6,2 | 8,4   | 1,0 | 0,0 | 20,6 |
| 1997     | Washington Bullets  | 3  | 3  | 41,3 | 42,3 | 50,0  | 73,7  | 6,0 | 8,3   | 1,0 | 0,0 | 19,7 |
| 2001     | Portland T. Blazers | 2  | 0  | 9,5  | 33,3 | -     | 66,7  | 2,0 | 1,0   | 1,0 | 0,0 | 4,0  |
| 2003     | Minnesota T'wolves  | 6  | 0  | 12,2 | 52,4 | -     | 100,0 | 1,0 | 2,8   | 0,7 | 0,3 | 4,7  |
| Carriera | Carriera            | 52 | 35 | 30,7 | 44,6 | 28,6  | 70,6  | 4,0 | 7,5   | 1,1 | 0,2 | 13,4 |

#### Massimi in carriera
- Massimo di punti: 37 vs Atlanta Hawks (11 gennaio 1998)[1]
- Massimo di rimbalzi: 12 vs Golden State Warriors (10 febbraio 1998)
- Massimo di assist: 20 (3 volte)
- Massimo di palle rubate: 6 (4 volte)
- Massimo di stoppate: 3 vs Toronto Raptors (20 dicembre 1997)
- Massimo di minuti giocati: 50 (2 volte)

## Palmarès
- NBA All-Rookie Second Team (1989)
- All-NBA Second Team (1998)
- Miglior passatore (1998)
- Quattordicesimo per numero di assist di sempre NBA
- Trentaquattresimo miglior giocatore per palle rubate di sempre NBA

1. ↑  (EN) Rod Strickland - NBA Career Bests, su basketball.realgm.com. URL consultato il 17 marzo 2021.